# 随意
| ウィキペディアには「随意」という見出しの百科事典記事はありません（タイトルに「随意」を含むページの一覧/「随意」で始まるページの一覧）。 代わりにウィクショナリーのページ「随意」が役に立つかもしれません。 |